# Psorophora melanota
Psorophora melanota är en tvåvingeart som beskrevs av Nelson Leander Cerqueira 1943. Psorophora melanota ingår i släktet Psorophora och familjen stickmyggor.
Artens utbredningsområde är Bolivia. Inga underarter finns listade i Catalogue of Life.